# Björn Ranelid
Björn Ranelid, švedski pisatelj, * 21. maj 1949, Malmö, Švedska. 
Študiral je filozofijo, je učitelj in prvo knjižno delo je objavil leta 1983. Od leta 1989 živi v Stockholmu.

## Začetki udejstvovanja v književnosti
Björn je že zgodaj začel pisati razne članke v švedske časopise, vendar se je pisanja lotil bolj resno leta 1983, ko je objavil svojo prvo knjižno delo v švedščini Den överlevande trädgårdmästaren. Sledilo je še dvajset drugih novel. Njegova dela so prevedena v norveščino, finščino, delo Mitt namm skall vara Stig Dagerman pa tudi v francoščino. Trenutno je eden od vodečih, aktivnih književnikov v švedskem kulturnem življenju.

## Njegova knjižna dela
Naslovi v švedščini:
- Den överlevande trädpårdsmästaren (1983),
- Iglastiden (1985),
- David Hills obotilga minne (1987),
- Påfågelns längtan (1989),
- Mördareus öga (1990),
- Mästaren (1992),
- Mitt namn skall vara Stig Dagerman (1993)- v fr.-Mon nom sera Stig Dagerman,
- Synden,
- Kärlekeus innersta rum (1966),
- Till alla människor påjordenoch i himlen (1997),
- Tusen kvinnor och en sorg (1998),
- Min son fäktas mot världen (2000),
- Krigaren (2001),
- David Puma och drottnig Silvia (2002),
- Kvinnian ärförsta könet (2003),
- Ord (2003), prevodov v slovenščino ni!
- I Gift You My Finest Words - Aphorisms and Metaphors in Swedish, French, English and German (2009)
- Kniven i hjärtat (2010)
- Tyst i klassen! (2012)